# Mais-trabalho
O mais-trabalho é um conceito da economia marxiana que designa o trabalho excedente, medido por sua duração, que ultrapassa o trabalho necessário para a produção dos bens requeridos para manter a existência do trabalhador. Este trabalho adicional é a base do enriquecimento dos capitalistas em forma de mais-valia.